# Orthemis tambopatae
Orthemis tambopatae – gatunek ważki z rodziny ważkowatych (Libellulidae).